# Dance 'Til Dawn
Dance 'Til Dawn is een Amerikaanse televisiefilm uit 1988 geregisseerd door Paul Schneider.

## Verhaal
Shelley Sheridan (Alyssa Milano), een van de populairste meisjes van Taft High, is woedend als haar vriend Kevin (Brian Bloom) haar vlak voor het schoolbal laat zitten. Kevin heeft echter besloten niet langer achter Shelley aan te lopen en te kiezen voor Angela (Tracey Gold). Gekwetst vertelt Shelley iedereen die het horen wil dat zij naar een studentenfeest gaat in plaats van naar zo'n kinderachtig schoolbal. In werkelijkheid zoekt zij haar toevlucht in een donkere bioscoopzaal. Maar voor zowel Shelley als Kevin verloopt de hele avond anders dan verwacht...

## Rolverdeling
| Acteur              | Personage        |
| ------------------- | ---------------- |
| Alyssa Milano       | Shelley Sheridan |
| Brian Bloom         | Kevin McCrea     |
| Christina Applegate | Patrice Johnson  |
| Chris Young         | Dan Lefcourt     |
| Tracey Gold         | Angela Strull    |
| Matthew Perry       | Roger            |
| Tempestt Bledsoe    | Margaret         |
| Kelsey Grammer      | Ed Strull        |
| Edie McClurg        | Ruth Strull      |
| Alan Thicke         | Jack Lefcourt    |
| Cliff De Young      | Larry Johnson    |
| Mary Frann          | Nancy Johnson    |